# كلية لاني
كلية لاني [[إنج|Laney College]] هي كلية مجتمع عمومية في أوكلاند، كاليفورنيا. تعد لاني إحدى أكبر أربع كليات في مقاطعة بيرالتا كوميونيتي كوليدج التي تخدم مقاطعة ألامدا الشمالية. سميت كلية لاني باسم جوزيف كلارينس لاني. تقدم الكلية كلاً من الشهادات والاعتمادات للحصول على درجة مشارك في الآداب، بالإضافة إلى الشروط الأساسية للتحويل إلى جامعات مدتها أربع سنوات. وهي معتمدة من قبل الرابطة الغربية للمدارس والكليات.

## التاريخ
تتبع كلية لاني تاريخيا كلية التجارة المركزية التابعة لمجلس التعليم في أوكلاند عام 1927م، وكلية ميريت لإدارة الأعمال (أصبحت الآن كلية ميريت) والتي تأسست عام 1929م. أعيدت تسمية المدرسة التجارية في وقت لاحق باسم معهد جوزيف سي لاني للتجارة والتكنولوجيا. تأسست كلية أوكلاند جونيور في عام 1953م مع لاني التي تعمل كمركز للتدريب المهني وتستضيف ميريت برامج الفنون والأعمال الحرة. في عام 1958م غُيِّر اسم الكلية إلى كلية مدينة أوكلاند. مع إنشاء منطقة بيرالتا جونيور كوليدج
في عام 1964م أصبح معهد لاني، الموجود في الحرم الجامعي الحالي، وكلية ميريت في ألاميدا كليات مستقلة في أشكالها الحالية. افتتح الحرم الجامعي الحالي قبل العام الدراسي 1970-1971م.

## أكاديميات
تنقسم جامعة لاني إلى خمسة أقسام وواحد وستين إدارة.

### أقسام التدريس
- قسم الرياضيات والعلوم
- قسم التعليم المهني والتقني
- قسم الفنون الليبرالية
- قسم العلوم الإنسانية، العلوم الاجتماعية والتكنولوجيا التطبيقية

## الحرم الجامعي
تتجمع معظم المباني الأكاديمية والإدارية للكلية في مجمع في الركن الشمالي للحرم الجامعي. تترتب المباني على شبكة صلبة، مع مستويين من مسارات الخرسانة التي توفر الدورة الدموية. حجز المربع في وسط المجمع للربع. يحيط بالرباط مركز الطلاب والمسرح والمكتبة وصالة الألعاب الرياضية. على أحد الزوايا يوجد «لاني تاور» الثلاثي، المبنى الرئيسي للإدارة؛ على العكس يوجد مبنى مثلث آخر يضم قاعة محاضرات وأستوديو للرقص. تشكل المباني الأكاديمية الحلقة الخارجية للمجمع. لكل منها تصميم مشابه، مع ساحات خارجية في مراكز كل مربع على مستوى أعلى، محاطة بالفصول الدراسية والمكاتب؛ والمزيد من الفصول الدراسية والمرافق المهنية في الطابق السفلي، ويمكن الوصول إليها جميعا من محيط المبنى. ترتبط بواسطة الدرج الضخم وسلالم. تشغل معظم المباني الخارجية مربعين أو ثلاثة مربعات على الشبكة. يتشارك المجمع بأكمله قرميدًا أحمر، مع زوايا حادة، وأشكالا مربعة وثلاثية، ونباتات قليلة.
أحدث مبنى أكاديمي هو المركز الفني المجاور للمجمع الرئيسي ولكن له أسلوبه المعماري الخاص. افتتح المبنى في العام الدراسي 2006-2007م. صمم من قبل مهندسي بيفيلري بريور ليكون بناؤه من مواد مسبقة الصنع، وذلك بسبب الإطار الزمني القصير بين بداية الإنشاء والوقت المخطط للافتتاح.
القناة التي تربط بحيرة ميريت بمصب أوكلاند تمر عبر وسط الحرم الجامعي. يستخدم النصف الجنوبي الشرقي من الحرم الجامعي على الجانب الآخر من القناة بشكل أساسي في مرافق مقاطعة بيرالتا كوميونيتي كوليدج. كان هذا القسم أيضًا هو الموقع السابق لـ «مشروع إسكان أوديوتوريوم» الخاص بالحرب العالمية الثانية والذي كان يضم عمال صناعة حرب من جميع أنحاء الولايات المتحدة، وكان العديد منهم يعملون في أحواض بناء سفن كايزر. هُدِمَ السكن في وقت ما بعد الحرب، وفي أوائل الستينيات، بني ملعب كرة قدم مؤقت يسمى فرانك يويل فيلد على الموقع لاستخدامه من قبل أوكلاند رايدرز.

## مشاهير

### أعضاء هيئة تدريس
- كارول وارد ألين، أستاذة الدراسات العرقية
- فيل سنو، مدرب كرة القدم

### الخريجون
- سي جيه أندرسون، لاعب كرة قدم
- رون ديلومس، عضو الكونغرس الأمريكي ورئيس بلدية أوكلاند
- تشاك جاكوبس، لاعب كرة قدم
- جيل كاهيلي، مشرع ولاية هاواي
- استيرلينغ مور، لاعب كرة قدم
- فرانك أوز
- ريجي ردينج، لاعب كرة قدم
- جيمس روبنسون، بطل المسار الأمريكي 800 متر
- توني سانشيز، مدرب كرة القدم في الكلية
- جورج ويلز، مصارع
- تومي ويساو، مخرج، ممثل، منتج، كاتب سيناريو

## روابط خارجية
- الموقع الرسمي